# Morti nel 990
| Questa pagina contiene informazioni ricavate automaticamente dalle voci biografiche con l'ausilio del template Bio e di un bot. L'aggiornamento è periodico e automatico e ricostruisce completamente la pagina. Se manca una persona in questa lista, sei pregato di non aggiungerla, ma accertati piuttosto che la sua voce biografica contenga il template Bio e che i dati anagrafici siano correttamente compilati. Se il template Bio manca, inseriscilo tu stesso o, in alternativa, metti l'avviso {{tmp\|Bio}} che ne segnala la mancanza. Se i dati riportati sono sbagliati, correggi direttamente la voce biografica; le modifiche saranno visibili in questa lista entro pochi giorni. Per chiarimenti vedi il progetto biografie. La lista contiene solo le 8 persone che sono citate nell'enciclopedia e per le quali è stato implementato correttamente il template Bio. Pagina aggiornata al 19 ott 2024. |

- 13 febbraio - Etelgaro, arcivescovo britannico
- 15 marzo - Sigfrido I di Walbeck, nobile tedesco
- 25 marzo - Nicodemo da Cirò, monaco cristiano italiano (n. 900)
- 23 aprile - Eccardo II di San Gallo, monaco cristiano tedesco
- 11 dicembre - Folcmaro di Utrecht, vescovo cattolico tedesco
- Arnaldo di Ribagorza, nobile spagnolo
- Oliba Cabreta, conte
- Kiyohara no Motosuke, poeta giapponese (n. 908)